# 竹内彩姬
竹内彩姫（1999年11月24日—），日本女性偶像藝人, 為女子團體SKE48 Team KII的成员。竹内出身於愛知縣，暱稱為（Sakipon），隸屬於經紀公司Zest旗下。

## 經歷
2012年11月17日，竹内於SKE48第6期生甄選合格。2013年1月1日，在SKE48剧场中所举办的新年特别公演中作为6期研究生候补亮相。而在2月28日，竹内首次作為6期研究生于SKE48 研究生公演“想见你”公演的安可部分亮相。
2015年3月31日，竹内被宣布将升格至Team KII。
2016年6月1日，AKB48第45张单曲选拔总选举的速报成绩结果发表，竹内以12,935票的成绩获得第9名。之后也在6月18日正式开票时，以28,282票成功成为第31名（入选Under Girls），首次在选拔总选举入榜。在同年的7月9日於名古屋市國際展示場舉行的握手會中宣佈将成为SKE48第20张单曲的选拔成员，也为竹内第一次进入选拔中。2016年10月10日，竹内参加了于神户世界纪念馆举行的AKB48家族 猜拳大会2016，在大会中获得了第6名，成为小分队“猜拳民”的成员。
2017年，竹内参与了AKB48第49张单曲选拔总选举，以19,919票的成绩取得了第56名（入选Future Girls）。

## 人物

### 特征
- 昵称Sakipon（さきぽん）是剧场支配人湯浅洋来命名[9] 。

- 在加入SKE48前，曾经是日本职棒中央联盟棒球队团体中日龙的啦啦队[10]，而最喜爱的棒球成员则是捕手小田幸平（日语：小田幸平）,也曾表示就算小田退休还是会一直支持[10]，不过现在则较为喜欢龟泽恭平（日语：亀澤恭平）[11]。
- 爱好为阅读，并表示只要一集中阅读，就算环境吵闹也能继续读下去[12]。
- 在小学的时候曾是羽毛球俱乐部的部长[13]。
- 不是很喜欢吃水果[14]。
- 喜爱的歌手为miwa及SPYAIR[15]。
- 擅长的科目为家庭科、美术及体育，但不擅长则为国语、数学及理科[15]。

### SKE48相关
- 在SKE48劇場中使用的Catch phrase是「我是会把你们涂上色彩的小公主，目标是成为SKE48的开球手的竹内彩姬，也叫Sakipon哦！[註 2][16]。」
- 憧憬的前辈是中西优香，喜欢的前辈是高柳明音、古川爱李[17]。
- 与前团员及同姓的竹内舞称为“竹内姐妹”，并也称她为“姐姐”，而竹内舞也称自己为“妹妹”[18]。
- 与SKE48的六期生里面和鎌田菜月关系特别好，竹内喜欢二次元就是受她影响[19]，此外也与AKB48的桥本耀及HKT48的渕上舞关系十分好[15]。

## 參與曲目

### SKE48單曲CD
|      | 發行日期      | 單曲名稱       | 參與歌曲名稱       | 名義                 | 收錄於 | MV | 備註                           |
| ---- | ------------- | -------------- | ------------------ | -------------------- | ------ | -- | ------------------------------ |
| 12th | 2013年7月11日 | 美丽的闪电     | 骤雨之前           | 研究生               | 剧场盘 |    |                                |
| 18th | 2015年8月12日 | 向前衝         | 穿着制服的名侦探   | Dreaming Girls       | 全版本 |    |                                |
| 18th | 2015年8月12日 | 向前衝         | 这焦躁使我无能     | Team KII             | Type-B | ★  | 与惣田紗莉渚共同担任红组center |
| 19th | 2016年3月30日 | 胆小鬼LINE     | 接吻位置           | Team KII             | Type-B | ★  |                                |
| 19th | 2016年3月30日 | 胆小鬼LINE     | 没有望远镜的天文台 | Passion For You 选抜 | 全版本 |    |                                |
| 20th | 2016年8月17日 | 金的爱，银的爱 | 金的爱，银的爱     |                      | 全版本 | ★  | A面曲 首次进入选拔             |
| 20th | 2016年8月17日 | 金的爱，银的爱 | Happy Ranking      | Rankingirls2016      | Type-A | ★  |                                |
| 21st | 2017年7月19日 | 意外是芒果     | 意外是芒果         |                      | 全版本 | ★  | A面曲                          |
| 21st | 2017年7月19日 | 意外是芒果     | 奇迹的流星雨       | Passion For You选拔  | 全版本 |    |                                |
| 21st | 2017年7月19日 | 意外是芒果     | 画一个圈           | Team KII             | Type-B | ★  |                                |

### AKB48单曲CD
|      | 發行日期      | 單曲名稱           | 參與歌曲名稱   | 名義         | 收錄於 | MV | 備註 |
| ---- | ------------- | ------------------ | -------------- | ------------ | ------ | -- | ---- |
| 45th | 2016年8月31日 | LOVE TRIP/分享幸福 | 传说的鱼       | Under Girls  | Type-A | ★  |      |
| 47th | 2017年3月15日 | Shoot Sign         | Vacancy        | SKE48        | Type A | ★  |      |
| 48th | 2017年5月31日 | 空有愿望           | 前兆           |              | Type A | ★  |      |
| 49th | 2017年8月30日 | #就是喜欢你        | 至少我们的恋情 | Future Girls | Type B | ★  |      |

### SKE48專輯CD
|     | 發行日期      | 專輯名稱 | 參與歌曲名稱 | 名義 | 收錄於 | 備註       |
| --- | ------------- | -------- | ------------ | ---- | ------ | ---------- |
| 2nd | 2017年2月22日 | 革命之丘 | 夏天啊，快！ |      | 全版本 | 主打歌曲、 |

### AKB48專輯CD
|     | 發行日期       | 专辑名稱 | 參與歌曲名稱 | 名義 | 收錄於 | 備註 |
| --- | -------------- | -------- | ------------ | ---- | ------ | ---- |
| 8th | 2017年01月25日 | 点时成菁 | 青涩的摇滚   |      | Type B |      |

### 其他参与歌曲
猜拳民名義
| 發行日期       | 单曲名稱 | 參與歌曲名稱 | 名義   | 備註 |
| -------------- | -------- | ------------ | ------ | ---- |
| 2016年12月21日 | 逆行坂   | 逆行坂       | 猜拳民 |      |

## 劇場公演分組曲
| 公演名稱                                 | 參與歌曲名稱      | 備註                                   |
| ---------------------------------------- | ----------------- | -------------------------------------- |
| 研究生時期                               |                   |                                        |
| 研究生公演「想见你」                     | 叹息的人偶        |                                        |
| 研究生公演「想见你」                     | 泪之湘南          |                                        |
| 研究生公演「想见你」                     | 玻璃般的我爱你    |                                        |
| 研究生公演「制服之芽」                   | 狼与自尊          |                                        |
| 研究生公演「制服之芽」                   | 女孩子的第六感    |                                        |
| Team KII時期                             |                   |                                        |
| SKE48 研究生公演“PARTY开始了”            | 裙摆飘飘          | 后藤乐乐的代演                         |
| SKE48 研究生公演“PARTY开始了”            | 接吻不行唷        | 后藤乐乐的代演                         |
| Team KII 5th Stage「彈珠汽水的飲用方法」 | 芬兰奇迹          | 2nd unit                               |
| Team KII 5th Stage「彈珠汽水的飲用方法」 | 撒谎的驼鸟        | 2nd unit、石田安奈的代演               |
| Team KII 5th Stage「彈珠汽水的飲用方法」 | Nice to meet you! | 2nd unit、山下由加里、惣田纱莉渚的代演 |
| Team KII 6th Stage「0start」             | 遗憾少女          | 小畑優奈休演时担任center               |
| Team KII 6th Stage「0start」             | MARIA             | 日高优月、内山命的代演                 |

## 媒體演出

### 舞台剧
- 不得削减的业务（2017年8月31日 - 9月4日，丰岛区表演艺术中心（日语：豊島区立舞台芸術交流））饰演 - 昭代[20]

### 电台节目
- SKE48在岐阜県也是道地的哦！（日语：SKE48の岐阜県だって地元ですっ!）（2016年1月11日 - ，不定期出演[註 3]，岐阜县广播局（日语：岐阜放送ラジオ局））